# Рыбаков, Юрий Петрович
Юрий Петрович Рыбаков (род. 21 сентября 1939, Щёлково, Московская область, СССР) — российский учёный, доктор физико-математических наук (1995), профессор (1996), заведующий кафедрой теоретической физики и механики РУДН, заслуженный деятель науки РФ (2006).

## Биография
Родился 21 сентября 1939 г. в Щёлково Московской области в семье военнослужащего. По окончании средней школы стал студентом физического факультета МГУ, который окончил в 1962 году с отличием и был рекомендован в аспирантуру по кафедре теоретической физики (1965). Ещё в студенческие годы под влиянием своего научного руководителя Я. П. Терлецкого он увлекся проблемой устойчивости частиц как локализованных структур, возникающих в рамках нелинейной теории поля.
В РУДН работает с 1964 года: ассистент (1964—1973), доцент (1973—1994) кафедры теоретической физики, заведующий кафедрой теоретической физики (1994—2014), заведующий кафедрой теоретической физики и механики (с 2014).

## Научная деятельность
Представление о частицах как о некоторых «полевых сгустках» с конечными динамическими характеристиками восходит к трудам Г. Ми, А. Эйнштейна, Л. де Бройля, и Я. П. Терлецкий, стажировавшийся у Л. де Бройля, многое сделал для развития этих идей, ставших основой всех последующих исследований Ю. П. Рыбакова.
Уже в кандидатской диссертации «Вопросы устойчивости в нелинейной теории поля», защищенной в 1965 году, методы А. М. Ляпунова, Н. Г. Четаева и А. А. Мовчана по изучению устойчивости состояний распределенных систем были адаптированы Рыбаковым Ю. П. к проблемам теории поля. В частности, было продемонстрировано, что устойчивые локализованные структуры с конечными динамическими характеристиками могут быть описаны специальными (частицеподобными) решениями уравнений поля. В настоящее время их принято называть солитонными, и они могут возникать лишь в нелинейных полевых моделях.
Читал (читает) курсы:
- Теория групп,
- Введение в квантовую теорию поля,
- Квантовая теория поля,
- Квантовая хромодинамика,
- Теория струн,
- Математические методы в физике,
- Физика нелинейных процессов,
- Квантовая теория распределенных систем.

Кандидат физико-математических наук (1966). Доктор физико-математических наук (1995), тема диссертации «Устойчивость многомерных солитонов». Профессор по кафедре теоретической физики (1996). Заслуженный деятель науки РФ (2006)

### Научные труды
Соавтор монографии:
- V.G. Makhan’kov, Y.P. Rybakov, V.I. Sanyuk. «The Skyrme model: fundamentals, methods, applications»- Berlin, New York: Springer-Verlag. — 2013 (third edition). — 265 p.(Springer series in nuclear and particle physics)

Книги:
- Структура частиц в нелинейной теории поля : Учеб. пособие / Ю. П. Рыбаков. — М. : изд-во Ун-та дружбы народов, 1985. — 80 с.; 21 см.
- Foundations quantum electrodynamics, chromo-dynamics and string theory [Текст] : education and methodical complex / Yu. P. Rybakov. — Moscow : Peolpes' freindship university of Russian, 2014. — 112 с. : ил.; 21 см; ISBN 978-5-209-05987-5
- Многомерные солитоны : Введение в теорию и приложения : Учеб. пособие для студентов вузов, обучающихся по направлению 510400 Физика и специальности 010400 Физика / Ю. П. Рыбаков, В. И. Санюк. — М. : Изд-во Рос. ун-та дружбы народов, 2001. — 481 с. : ил.; 20 см; ISBN 5-209-01314-6
- Электродинамика сплошных сред : Учеб. пособие / Ю. П. Рыбаков; М-во высш. и сред. спец. образования СССР. — М. : Изд-во Ун-та дружбы народов, 1988. — 116,[3] с. : ил.; 22 см; ISBN 5-209-00064-8 :
- Квантовая механика : Учеб. пособие / Ю. П. Рыбаков, Я. П. Терлецкий; Гос. ком. СССР по нар. образованию. — М. : Изд-во Ун-та дружбы народов, 1991. — 207,[1] с. : граф.; 20 см; ISBN 5-209-00400-
- Электродинамика : [Учеб. пособие для физ. спец. ун-тов] / Я. П. Терлецкий, Ю. П. Рыбаков. — М. : Высш. школа, 1980. — 335 с. : ил.; 22 см; ISBN В пер.
- Электродинамика : [Учеб. пособие для физ. спец. ун-тов] / Я. П. Терлецкий, Ю. П. Рыбаков. — 2-е изд., перераб. — М. : Высш. шк., 1990. — 351,[1] с. : ил.; 22 см; ISBN 5-06-001543-2 (В пер.) :
- Электродинамика сплошных сред [Текст] : Конспект лекций / Ун-т дружбы народов им. Патриса Лумумбы. — Москва : [б. и.], 1972-. — 21 см. Ч. 1: Электромагнитные явления в неподвижных средах. — 1972. — 203 с. : ил.